# Basin and Range National Monument
Basin and Range National Monument is een nationaal monument opgericht in 2015 in het zuidoosten van de Amerikaanse staat Nevada. Het omvat 285.000 hectare aan desolaat, onontgonnen berggebieden en woestijnachtige valleien in de county's Lincoln en Nye. Het natuurgebied ligt in een ecologische overgangszone tussen de Mojavewoestijn en de alsemsteppe van het Grote Bekken. Enkele waardevolle diersoorten in het gebied zijn woestijndikhoornschaap en steenarend. 
In het noordwesten grenst het gebied aan het Humboldt National Forest. Door het oosten van het monument loopt Nevada State Route 318. Basin and Range National Monument omvat een wildernisgebied, Worthington Mountains Wilderness, en grenst aan twee andere: Weepah Spring Wilderness en Mount Irish Wilderness.

## Oprichting
Op 10 juli 2015 ondertekende president Barack Obama een proclamatie ter oprichting van het Basin and Range National Monument, tegelijkertijd met het Berryessa Snow Mountain National Monument in Californië en het Waco Mammoth National Monument in Texas. De oprichting genoot de steun van Harry Reid en Dina Titus, twee Democraten uit Nevada die eerder al een vergeefse poging ondernamen om het gebied te beschermen. Ook de minister van Binnenlandse Zaken Sally Jewell en de milieuorganisatie Sierra Club waren tevreden over de nieuwe beschermingsstatus. Politici van de Republikeinse Partij noemden het daarentegen een voorbeeld van landroof door de federale overheid.
Het nieuwe natuurgebied valt onder het beheer van het Bureau of Land Management, dat ook voor de oprichting het merendeel van de gronden in zijn bezit had.